# 大沼 (七飯町)

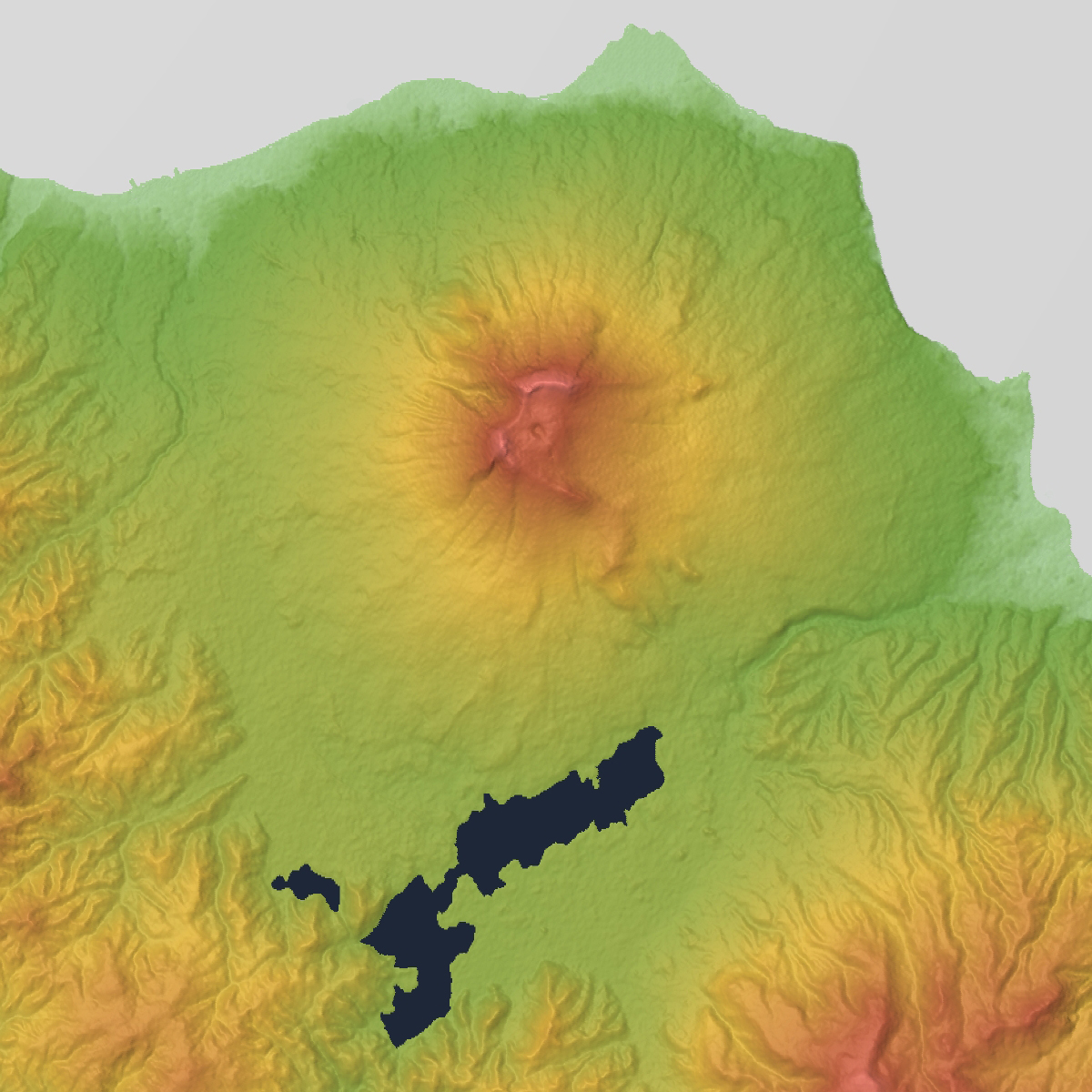
北海道駒ヶ岳周辺の地形図
大沼との位置関係

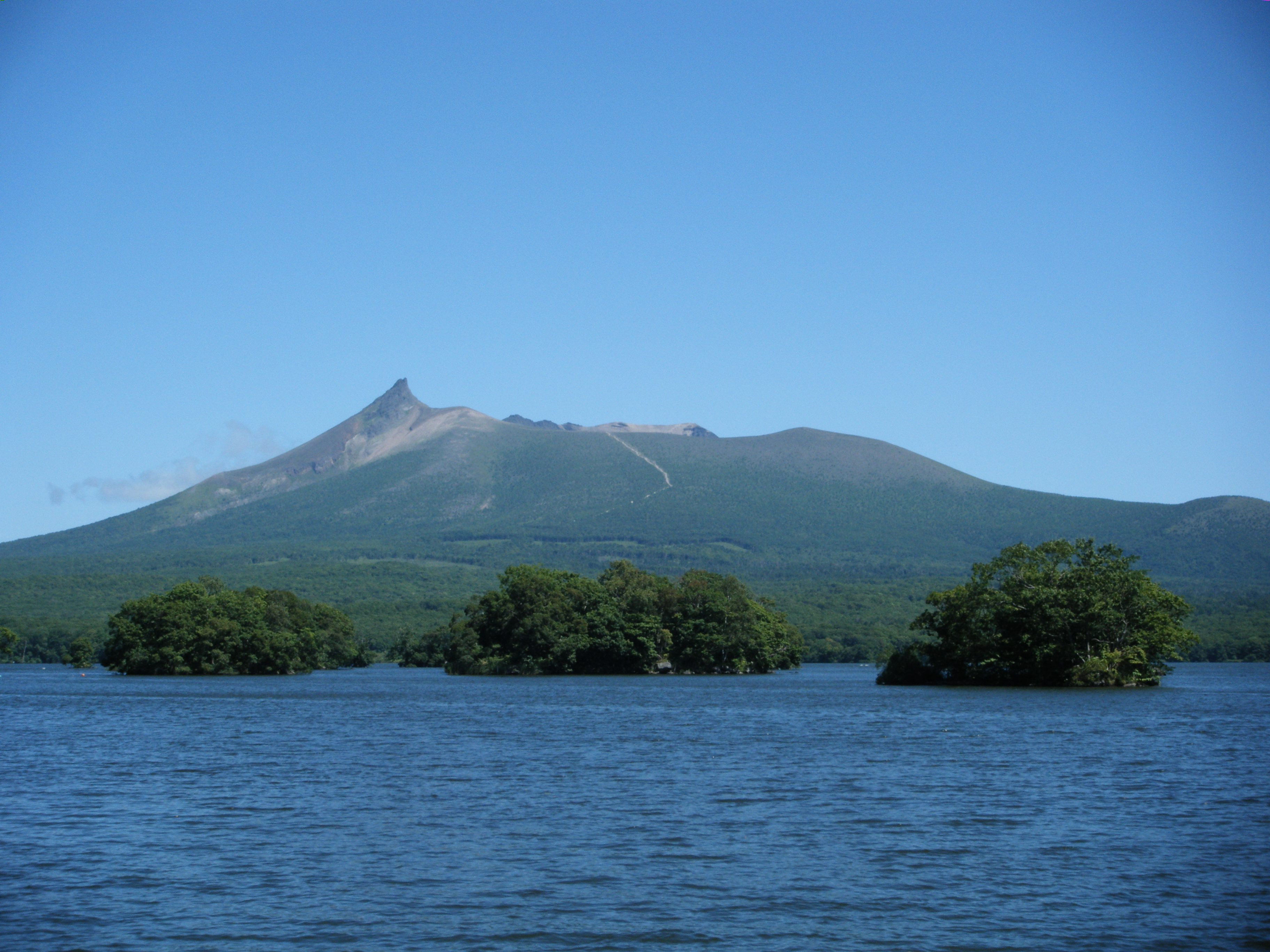
大沼と北海道駒ヶ岳

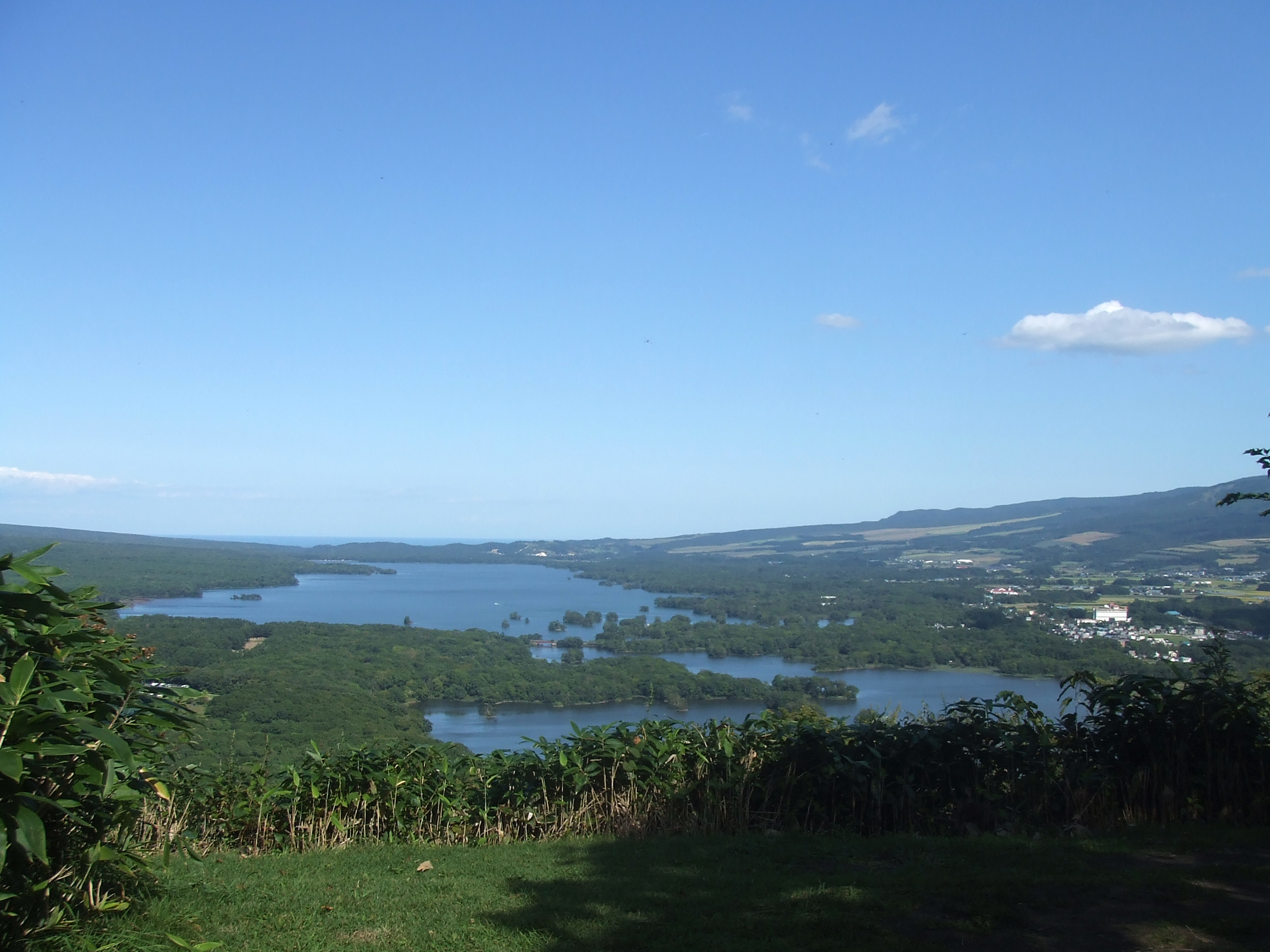
日暮山展望台から眺めた大沼・小沼

大沼（おおぬま）は、北海道亀田郡七飯町にある湖。大沼、小沼、蓴菜（じゅんさい）沼などの大小の湖沼群や北海道駒ヶ岳などの周辺の総称として「大沼」とも呼ばれている。大沼という地名はアイヌ語の「ポロ・ト」に由来している。ポロは「大いなる」を意味し、トは「湖沼」や「水溜まり」を意味している。そこで、「大湖」または「大沼」ということになって「大沼」が採られた。北海道にある堰止湖では最大の面積となる。

## 概要
「大沼国定公園」に指定されており、湖内には「流山」（ながれやま）と呼ばれる大小120あまりの溶岩塊や丘の上部からなる小島が浮かび、特異な景観になっている。大沼と小沼はセバット（狭戸）と呼ばれる地峡部でつながっている。小沼の水は沼の南西端にある取水口より排水されて水力発電と灌漑に利用している。
新井満訳詞・作曲の『千の風になって』誕生の地として湖畔にはモニュメントが設置されている。

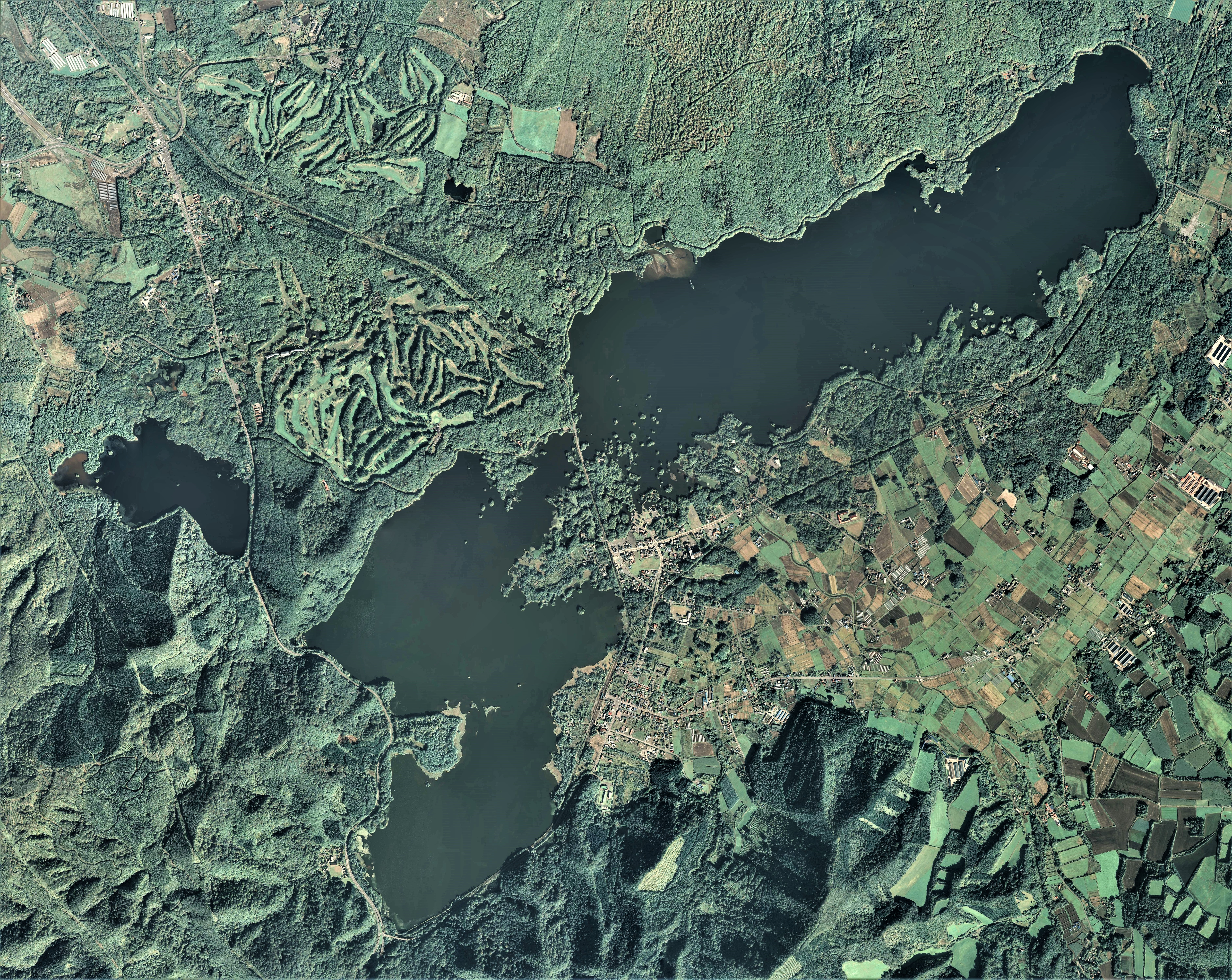
大沼周辺の空中写真。2013年10月14日撮影の17枚を合成作成。
。

## 歴史
北海道駒ヶ岳の5万年から3万年前の大噴火により山体の上部が大崩落を起こし、現在に近い姿となった。この時、崩落した泥流が裾野の河川を堰き止めて大きな湖水を形成した。その後、数度の噴火活動によって湖水が分断されて大沼、小沼、蓴菜（じゅんさい）沼などを形成したが、一説によると1640年（寛永17年）の大噴火によって流出した溶岩で河川が堰き止められてできたとしている。大沼は堰止湖であるが、小沼と蓴菜沼は陥没湖である。
水質保全の取り組みを行っており、1995年（平成7年）に北海道の湖沼環境保全基本指針に基づく「重点対策湖沼」指定となり、1996年（平成8年）に「大沼環境保全計画」を策定し、2007年（平成19年）に計画の見直しを行った。2012年（平成24年）に「ラムサール条約」登録湿地となった。

## 自然
春から秋にかけて湖面にはヒツジグサやコウホネなどの水草類の花が咲く。植生は落葉広葉樹林（ダケカンバ、シナノキ、ミズナラなど）や水性・湿地性植生（ネムロコウホネ（コウホネ）、ヨシ、ガマなど）を見ることができる。白鳥台セバットは大沼と小沼が繋がる場所（狭戸）にあり、水の流れによって冬でも結氷することがないためオオハクチョウやマガモ、カルガモなど渡り鳥の休憩ポイントになっている。
生息魚類は、ヒメマスやワカサギ、コイやフナ、モロコなどといった種となるが、多くは移入種となる。一時は特定外来生物のブラックバス類やブルーギルの放流が問題となったが、現在はほぼ駆除されている。
昆虫類ではオオルリボシヤンマのようなトンボ類、ミヤマクワガタのような甲虫類が生息しているが、北海道ではいないとされていたカブトムシの養殖場がかつてあり、それが閉鎖された後に野生化したとおぼしきカブトムシが定着している。水生昆虫ではミズカマキリやオオミズスマシなどが生息しているが、近年は見られなくなった。

## 漁業
開拓使によって大沼を中心にコイやフナの移入が行われ、1893年（明治26年）には峠下・軍川両村連合漁業組合が組織されたが自由に漁ができたので乱獲が進み、1902年（明治35年）に大沼水産組合に改組すると水産資源の繁殖と保護に努めた。1927年（昭和2年）にはワカサギの移入が始まっている。現在では、大沼漁業協同組合が大沼・小沼・蓴菜沼で漁業を営んでおり、ワカサギ、川エビ、フナ、ジュンサイは佃煮や筏焼きなどに加工して販売している。

## 選定
- 日本新三景（1915年）
- 日本二十五勝（1927年）
- 新日本観光地100選（1987年）
- 日本の重要湿地500（2001年）
- 日本紅葉の名所100選（2010年）
- 北の造園遺産（2011年）[18]
- 新日本歩く道紀行シリーズ「水辺の道100選」（2015年）[19]

## 観光
南大沼地区が観光の中心となっており、『大沼湖水まつり』などの各種イベント会場になる。大沼公園駅の隣には観光拠点となる七飯町大沼国際交流プラザがある。白鳥台セバットは渡り鳥の越冬地になっている。大沼森林公園は大沼湖畔の天然林をそのまま利用して遊歩道を整備しており、センターロッジの杉風館（さんぷうかん）や会議場の七飯町大沼国際セミナーハウスがある。日暮山は大沼国定公園を一望できる山であり、山頂近くまで車で行くことができる（冬季通行不可）。周辺にはゴルフ場やスキー場、多目的グラウンド、温泉や宿泊施設などが立地している。
また、東大沼地区の駒ヶ岳山麓から鹿部町にかけて、別荘地が広がっている。

## 交通
- 大沼公園駅周辺
- 新函館北斗駅から車で約15分
- 函館フェリーターミナルから車で約35分
- 函館駅から車で約40分
- 函館空港から車で約50分
- 新千歳空港から車で約3時間（道央自動車道利用）

## 参考資料
- “大沼と駒ヶ岳”.   七飯大沼国際観光コンベンション協会. 2016年1月10日閲覧。
- “大沼の成りたち”.   七飯大沼国際観光コンベンション協会. 2016年1月10日閲覧。
- “大沼” (PDF). 日本の条約湿地.  環境省. 2016年1月8日閲覧。
- “大沼地域活性化ビジョン” (PDF).   北海道七飯町 (2008年). 2016年1月10日閲覧。
- “大沼国定公園管理指針” (PDF).  北海道. 2016年1月10日閲覧。